# Радавчик-Кольонія-Перша
Радавчик-Кольонія-Перша (пол. Radawczyk-Kolonia Pierwsza) — село в Польщі, у гміні Неджвиця-Дужа Люблінського повіту Люблінського воєводства.
Населення — 219 осіб (2011).

## Демографія
Демографічна структура станом на 31 березня 2011 року:
|          | Загалом | Допрацездатний вік | Працездатний вік | Постпрацездатний вік |
| -------- | ------- | ------------------ | ---------------- | -------------------- |
| Чоловіки | 103     | 26                 | 65               | 12                   |
| Жінки    | 116     | 25                 | 64               | 27                   |
| Разом    | 219     | 51                 | 129              | 39                   |